# Iustus Takayama Ukon
Iustus Takayama Ukon (japonès: 高山右近)  (districte d'Uda, 1552 (<1553) - Manila, 3 de febrer de 1615) o Hikogorō Shigetomo fou un catòlic kirishitan japonès, dàimio i samurai, que va viure durant el Període Sengoku, un període de gran sentiment antirreligiós. Quan, el 1614, es va prohibir la fe catòlica i es van expulsar els missioners del Japó, Takayama va abandonar el seu estatus, es va despendre de les seves possessions, i es va exiliar a Manila (Filipines) per dedicar-se a la seva fe i viure una vida de santedat fins a la seva mort, pocs mesos després de la seva arribada. Va salvar la vida a 300 cristians, ajudant-los a arribar a Manila. Ukon havia estat batejat en la fe el 1564 quan tenia dotze anys però durant uns anys va descuidar la seva fe a causa de les seves accions com samurai.
La seva causa de canonització va començar quan va ser declarat Servent de Déu. Els informes del 2014 indicaven que seria beatificat en algun moment de l'any 2015, però el papa Francesc el va aprovar el 21 de gener de 2016; la celebració de la beatificació es va produir el 7 de febrer de 2017 a Osaka amb el cardenal Angelo Amato presidint la beatificació.
Està representat al mosaic del vestíbul de la capella de la Cova de Sant Ignasi de Manresa, ja que va tenir un paper destacat en la propagació de l'espiritualitat de sant Ignasi de Loyola. En el mosaic apareixen al seu costat personatges com Lluís XIII, Àlvar de Còrdova, Joan d'Àustria, el Marquès de Villapuente José de la Puente i Lupercio de Arbizu.